# Det Grønne Område
Det Grønne Område er en lokalavis i Lyngby-Taarbæk Kommune.
Foruden sine papirudgaver udkommer avisen også som netavis online. Den har redaktion på Gammel Lundtoftevej ved Mølleåen i Kongens Lyngby i en bygning der oprindeligt var tekstilfabrikken Dansk Gardin & Textil Fabrik.
Avisen er en del af Politikens lokalaviser og udkom i 2010 i et oplag på cirka 45.000 eksemplare om tirsdagen og cirka 30.000 i weekenden.
Avisen havde sin storhedstid i begyndelsen af 2000-tallet. Her ansatte avisen et hold af nyklækkede journalister, som i en håndfuld år satte et afgørende præg på avisen og på lokalområdet.[kilde mangler]
Avisen er siden blevet opkøbt og ejes nu af Sjællandske Medier. 

## Ekstern henvisning
- http://lyngby-taarbaek.lokalavisen.dk/ Arkiveret 13. oktober 2013 hos  Wayback Machine